# Dicranota tumidosa
Dicranota (Rhaphidolabis) tumidosa là một loài ruồi trong họ Pediciidae. Loài này phân bố ở het Palearctisch en Oriëntaals gebied.